# Schilde
|  | No s'ha de confondre amb el riu Schilde a Mecklenburg Occidental.. |

Schilde és un municipi belga de la província d'Anvers a la regió de Flandes. Està compost per les seccions de Schilde i 's-Gravenwezel. Limita al nord amb Brecht, a l'est amb Schoten, a l'est amb Zoersel, al sud-oest amb Wijnegem i Wommelgem i al sud amb Ranst.

## Evolució de la població

### Seglexix
| Any      | 1806 | 1816 | 1830 | 1846 | 1856 | 1866 | 1876 | 1880 | 1890 |
| -------- | ---- | ---- | ---- | ---- | ---- | ---- | ---- | ---- | ---- |
| Població | 736  | 916  | 1028 | 1179 | 1223 | 1238 | 1427 | 1532 | 1746 |
|          |      |      |      |      |      |      |      |      |      |

### Segle XX (fins a 1976)
| Any      | 1900  | 1910  | 1920  | 1930  | 1947  | 1961  | 1970  | 1976   |  |
| -------- | ----- | ----- | ----- | ----- | ----- | ----- | ----- | ------ |  |
| Població | 1.900 | 2.228 | 2.393 | 2.832 | 3.762 | 6.991 | 8.562 | 10.256 |  |
|          |       |       |       |       |       |       |       |        |  |

### 1977 ençà
| Any       | 1977   | 1980   | 1985   | 1990   | 1995   | 2000   | 2005   | 2006   | 2007   |
| --------- | ------ | ------ | ------ | ------ | ------ | ------ | ------ | ------ | ------ |
| Població  | 15.658 | 16.546 | 17.236 | 18.521 | 19.348 | 19.562 | 19.618 | 19.572 | 19.538 |
| Font: NIS |        |        |        |        |        |        |        |        |        |